# TOI-1266
TOI-1266（TIC 467179528や2MASS J13115955+6550017とも呼称される）とは、地球からりゅう座の方向に約118光年離れた場所に位置するスペクトル分類がM2の赤色矮星である。質量や半径は太陽の半分もない。年齢は80億年程度とされている。周囲を3つの太陽系外惑星が公転していることが知られている。

## 惑星系
| 名称 （恒星に近い順） | 質量               | 軌道長半径 （天文単位） | 公転周期 (日)             | 軌道離心率         | 軌道傾斜角  | 半径         |
| --------------------- | ------------------ | ----------------------- | ------------------------- | ------------------ | ----------- | ------------ |
| b                     | 4.46±0.69 M⊕       | 0.0730±0.0011           | 10.89450+0.00023 −0.00026 | 0.039+0.035 −0.025 | 89.13±0.08° | 2.52±0.08 R⊕ |
| c                     | 3.17±0.76 M⊕       | 0.1050±0.0017           | 18.80270+0.00126 −0.00116 | <0.071             | 89.17±0.04° | 1.98±0.10 R⊕ |
| d                     | 3.68+1.05 −1.11 M⊕ | 0.1513±0.0024           | 32.509+0.062 −0.049       | <0.087             | —           | —            |

TOI-1266にはTESSによる観測で2つの太陽系外惑星であるTOI-1266 bとTOI-1266 cが発見された。arXivではこれらの惑星の発見を示す論文が2020年6月19日に投稿された。後にホバート・アンド・ウィリアムス・スミス・カレッジやアパッチ・ポイント天文台に設置された望遠鏡で惑星のトランジットが観測された。
これらの惑星は「Venus Zone（暴走温室効果の影響で金星のような惑星になる可能性のある範囲）」に位置していることが判明している。bはミニ・ネプチューンで、cはスーパー・アースとされており、公転周期はそれぞれ10.9日と18.8日である。cの地球質量の上限は6.4であるが、これはcが岩石質の組成ではない可能性があり、また水が含まれている可能性もある。
2023年10月20日、ドップラー分光法によって公転周期が約32.3日の第3の惑星候補（TOI-1266 d）が存在する可能性が示され、2024年9月24日に存在が確認された。dはトランジットを起こさない惑星であるとされている。